# Somerville (Texas)
Pour les articles homonymes, voir Somerville.
Somerville est une ville située au sud du comté de Burleson, au Texas, aux États-Unis,.

## Démographie
Lors du recensement de 2010, la ville comptait une population de 1 376 habitants. Elle est estimée, le 1er juillet 2019, à 1 634 habitants.

### Source de la traduction
- (en) Cet article est partiellement ou en totalité issu de l’article de Wikipédia en anglais intitulé « Somerville, Texas » (voir la liste des auteurs).